# Pristimantis thymalopsoides
Pristimantis thymalopsoides är en groddjursart som först beskrevs av Lynch 1976.  Pristimantis thymalopsoides ingår i släktet Pristimantis och familjen Strabomantidae. IUCN kategoriserar arten globalt som starkt hotad. Inga underarter finns listade i Catalogue of Life.